# Mithridates VI của Pontos
Mithradates VI (tiếng Hy Lạp: Μιθριδάτης, tiếng Ba Tư cổ: Mithradatha, "Món quà của Mithra") (134 TCN – 63 TCN), còn được biết đến như là Mithradates Vĩ đại (Megas) và Eupator Dionysius, là vua xứ Pontos ở miền Bắc Tiểu Á (nay ở Thổ Nhĩ Kỳ) từ khoảng 119 – 63 TCN. Mithradates là người mang dòng dõi Hy Lạp và Ba Tư. Tự cho là thuộc dòng dõi của Alexandros Đại đế và Darius I của Ba Tư. Cả hai tên của ông đều được sử dụng trong các văn bản cổ. Người La Mã thường gọi ông là Mithridates, trong khi Mithradates là tên theo các công văn Hy Lạp và thể hiện rõ lòng thành kính của nhà vua đối với vị Thần Mithra của người Ba Tư cổ đại.
Mithradates là nhà vua có nhiều tham vọng về lãnh thổ, điều này đã đưa đẩy Mithridates thành một trong những kẻ thù đáng gờm nhất của La Mã cổ đại. Mithridates giao chiến với đội quân hùng mạnh của La Mã suốt 4 thập kỷ, nhiều lần trực tiếp cầm quân đánh 3 vị tướng giỏi nhất La Mã thời đó là Sulla, Lucullus và Pompeius Magnus. Sau khi thua Pompeius trận cuối, Mithridates tự sát và nhà sử học La Mã Plutarchus coi cái chết của Mithridates tương đương với cái chết chuẩn 1 vạn kẻ thù của La Mã.

## Khởi đầu triều đại
Mithradates VI là con trai của vua Mithridates V (150 TCN–120 TCN), người mất khi ông còn là một đứa trẻ. Trong thời kì Eupator trưởng thành, toàn bộ quyền lực đều nằm trong tay mẹ của ông, Laodice, người mà sau này đã bị ông phế truất và bỏ tù năm 115 TCN. Tuy nhiên, mẹ ông trong nỗ lực để trở thành nữ hoàng và có được ngai vàng của vương quốc Pontus đã giết hại hầu hết anh em của ông, trừ Laodice, em gái và là người mà sau này ông kết hôn.
Mithradates có tham vọng là khống chế toàn bộ biển Đen và Tiểu Á. Sau khi ông chinh phục được Colchis, vua Pontus đã xung đột về quyền lực tối cao tại vùng thảo nguyên Pontic với vua của người Scythia là Palacus. Trung tâm quan trọng nhất của bán đảo Krym, Tauric Chersonesus và vương quốc Bosporan đã sẵn sàng giao lại sự độc lập của họ để đổi lấy sự bảo vệ của Mithradates chống lại người Scythia, những kẻ thù cổ xưa của họ. Sau nhiều nỗ lực để xâm lược vùng đất Krym, người Scythia và đồng minh của mình là Rhoxolanoi đã phải chịu nhiều tổn thất nặng nề dưới bàn tay của thống chế xứ Pontus là Diophantus, và phải chấp nhận khuất phục dưới lưỡi gươm của Mithradates như là chúa tể của họ.
Vị vua trẻ sau đó để mắt đến Tiểu Á, nơi Là Mã đang từng bước thôn tính. Mithridates muốn phân chia vùng Paphlagonia và Galatia với Nicomedes III của Bithynia. Điều này sớm trở nên rõ ràng với Mithradates vì Nicomedes đã thành lập một liên minh chống lại Pontus với sự tham gia của Cộng hòa La Mã. Khi mà Mithradates đang cùng với Nicomedes tranh chấp việc kiểm soát vùng Cappadocia và đánh bại ông ta trong một chuỗi các trận đánh thì Rôma phải bắt đầu hỗ trợ cho Bithynia. Người La Mã đã 2 lần can thiệp vào các cuộc xung đột thay mặt cho Nicomedes (95 TCN và năm 92 TCN) làm cho chiến tranh La Mã- Pontus không thể tránh khỏi. Nó kinh khủng đến nỗi, kéo dài tới 4 thập kỷ và nhấn chìm tới 3 lục địa!

## Các cuộc chiến tranh Mithridates

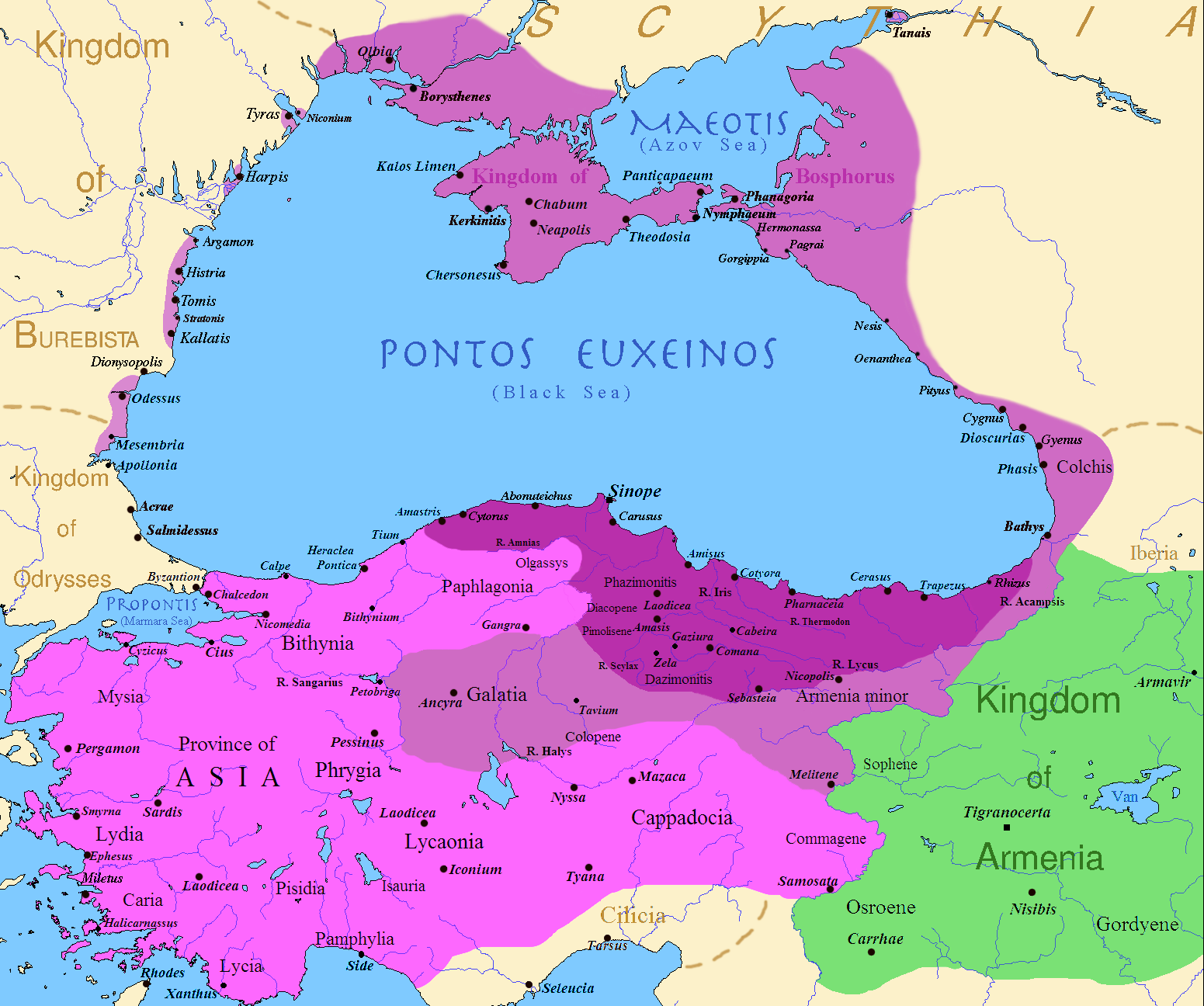
Bản đồ vương quốc Pontus, Trước triều đại của Mithridates VI (tím đậm), Sau những cuộc chinh phục của ông (tím), Những vùng đát ông chinh phục trong chiến tranh Mithridates (hồng).

Quốc vương kế tiếp của xứ Bithynia, Nicomedes IV là một ông vua bù nhìn của người La Mã. Mithradates đã có âm mưu lật đổ ông ta nhưng không thành công và Nicomedes được người cố vấn La Mã xúi giục tuyên bố chiến tranh với Pontus. Lúc này Rôma đang vướng vào cuộc nội chiến với các đồng minh Ý của mình và chỉ có vài quân đoàn ở Macedonia. Mithradates đã xâm lược Bithynia và nhanh chóng hành quân qua quốc gia này, đưa quân đội của mình tới tận Propontis.
Vương quốc Pontus bao gồm một hỗn hợp các dân tộc của Ionia Hy Lạp và các thành phố của Tiểu Á. Gia đình hoàng gia đã hầu như Hy Lạp hóa sau khi kinh đô chuyển về thành phố Hy Lạp là Sinope. Những nhà vua này luôn cố gắng để thể hiện sức mạnh của mình đối với các thần dân của họ, họ thể hiện bộ mặt Hy Lạp đối với thế giới Hy Lạp và bộ mặt Iran-Tiểu Á với thế giới phương Đông. Bất cứ khi nào khoảng cách giữa các nhà vua đối với các thần dân Tiểu Á trở nên lớn hơn, họ sẽ nhấn mạnh nguồn gốc Ba Tư của mình. Theo cách này, hoàng gia đã tuyên truyền rằng họ thừa hưởng dòng dõi từ những vị vua của Hy Lạp và Ba Tư bao gồm: Cyrus Đại đế, Darius I, Seleukos I Nikator và cả Alexandros Đại đế.
Dù với bất cứ mục đích nào của ông, các thành bang Hy Lạp (bao gồm cả Athena) đã đứng về ph Mithridates và chào đón quân đội của ông tại lục địa Hy Lạp trong khi hạm đội của ông vây hãm người La Mã tại đảo Rhodes.
Tigranes II, vua của quốc gia lân cận Armenia, đã thiết lập đồng minh với Mithradates và cưới người con gái yêu quý của vua Pontus, Cleopatra. Họ sẽ hỗ trợ lẫn nhau trong cuộc xung đột với La Mã.
Sau khi chinh phục miền Tây Tiểu Á năm 88 TCN, Mithradates VI ban lệnh giết toàn bộ người La Mã sống ở đây. Cuộc tàn sát 80.000 người La Mã gồm nam giới, phụ nữ, trẻ em được biết đến trong thế giới cổ đại là sự kiện Asiatic Vespers. Trong cuộc chiến tranh Mithridates lần thứ nhất nổ ra từ năm 88 TCN tới năm 84 TCN. Lucius Cornelius Sulla đánh đuổi Mithridates khỏi Hy Lạp và để Lucius Licinius Murena ở lại phụ trách quân đội La Mã ở Tiểu Á rồi tự mình quay trở lại Ý để đáp trả mối đe dọa từ Gaius Marius. Sau đó, Mithradates VI lại bị đánh bại nhưng không nản chí. Hòa bình được lập lại bởi La Mã và Pontus nhưng cũng chỉ là tạm thời, cho tới khi Murena tấn công Mithridates năm 83 trước Công nguyên, dẫn đến cuộc chiến tranh Mithridates lần thứ hai từ năm 83 -81 TCN. Hòa bình lại được lập lại sau khi Murena thua một vài trận.
Mithridates sau đó đã khôi phục lại lực lượng của mình và khi quân La Mã cố gắng tấn công vùng phụ cận của Bithynia. Mithradates VI đã xuất đại binh đánh La Mã, dẫn đến chiến tranh Mithridates lần thứ ba kéo dài từ năm 73 TCN đến năm 63 TCN. Đầu tiên là Lucullus và sau đó là Pompeius Magnus được La Mã phái đến chống lại Mithridates.
Sau khi bị Pompeius đánh bại vào năm 65 trước Công nguyên, Mithridates VI đã vội vã bỏ trốn cùng với một đội quân nhỏ từ Colchis (Gruzia ngày nay) vượt qua dãy Caucausus tới Krym và cố gắng tăng cường quân đội để chống lại La Mã nhưng ông đã không thành công để làm được điều này. Con trai cả của ông, Machares, nhà vua của Cimmerian Bosporus, người mà có vương quốc được công nhận bởi người La Mã, ông ta đã không có thiện chí giúp đỡ vua cha. Mithridates đã giết Machares, và cướp lấy ngai vàng của vương quốc Bosporos. Mithridates đã ra lệnh cưỡng bách rất nhiều người Scythia tòng quân để chiếm lại vương quốc của mình. Pharnaces II, người con trai út đã dấy lên một cuộc nổi loạn chống lại cha mình cùng sự giúp đỡ của những người La Mã bị đày ải trong quân đội của Mithridates. Mithridates sau đó bỏ chạy đến thành lũy cuối cùng ở Panticapaeum, tại đây ông buộc phải tự tử và được chôn tại cố đô Amasya của Pontus.
Có thể nói, vua Mithradates VI của Pontus là một trong những người vĩ đại nhất trong cuộc chiến chống lại sự bành trướng của Đế chế La Mã cách đây hơn 2.000 năm.

## Vua độc dược
Vào năm 120 TCN, quốc vương Mithridates V bị ám sát bằng thuốc độc bởi những kẻ lạ mặt trong một bữa tiệc hoàng gia. Trong khoảng thời gian này, Mithridates VI lo ngại rằng mình sẽ gặp kết cục giống người cha xấu số. Vì vậy, ông đã tôi luyện để cơ thể có khả năng miễn nhiễm với độc dược. Mỗi ngày, ông đều uống thuốc độc với một liều lượng nhỏ, không gây tử vong để cơ thể có thể kháng lại các loại thuốc độc.
Ông tin rằng bằng cách này, cơ thể ông sẽ tăng sức đề kháng, dần dần có khả năng chống chọi với mọi loại độc tố của kẻ thù. Không những vậy, ông còn nghiên cứu rất nhiều về thảo dược và sáng chế ra một loại thuốc giải có tên 'Thuốc giải độc vạn năng - Mithridatium' có tác dụng cho tất cả các loại thuốc độc. Chính vì vậy, Mithridates VI còn được biết đến với biệt danh "Vua độc dược".
Tuy nhiên, thuốc giải mọi loại độc dược của Mithridates VI bị thất truyền. Cho đến nay, các chuyên gia, nhà khoa học chưa thể tìm ra công thức của phương thuốc giải độc huyền thoại của vua Mithridates VI.

## Di sản
Mithridates thường được người đời sau coi là vua giỏi nhưng tàn ác. Pliny Già nói Mithridates là "vị vua lớn nhất của thời ông ta", Cicero cho ông là vị vua lớn nhất kể từ sau Alexandros Đại đế. Trong khi những người hầu ông coi ông là bậc cứu tinh mà dân phương Đông đã mong đợi từ lâu, người La Mã gọi ông là "Hannibal của phương Đông". La Mã đã phái nhiều tướng giỏi đánh bại ông nhưng cuối cùng không bắt được ông. Ông cũng được nhắc đến rất nhiều trong văn học, âm nhạc và mỹ thuật phương Tây đời sau. Các họa sĩ thời Trung Cổ vẽ lại những cảnh đau xót dưới thời ông, tô vẽ hình tượng ông là một "hiệp sĩ bóng đêm" đã chiến đấu với những tên bạo chúa La Mã. Machiavelli khen ông là một anh hùng dũng cảm và triều đại ông cũng lôi cuốn Louis XIV của Pháp.
Mithridates còn được tái hiện qua vở bi kịch "Mithridate" do nhà soạn kịch Pháp là Jean Racine sáng tác. Ngoài ra, Mithridates đã thu hút nhà soạn nhạc người Áo là Wolfgang Amadeus Mozart viết nên vở nhạc kịch đầu tiên của mình khi mới 14 tuổi.

## Liên kết bên ngoài
- Second and Third Mithridatic War Lưu trữ ngày 15 tháng 10 năm 2002 tại Wayback Machine
- Livius.org: Mithridates VI Eupator Lưu trữ ngày 20 tháng 12 năm 2008 tại Wayback Machine